# Andy Paul
Andy Paul (eigentlich: Antreas Pavlou) ist ein zyprischer Popsänger. 

## Leben und Wirken
Er kam in den frühen 1960er Jahren ins Vereinigte Königreich, um dort Musik zu machen. Als Sieger der nationalen Vorentscheidung durfte er Zypern beim Concours Eurovision de la Chanson 1984 in Luxemburg vertreten. Sein selbstkomponierter Titel Anna-Marie-Elena, dieser wurde von den damals noch am Anfang stehenden Stock Aitken Waterman produziert, landete auf Platz 15.
Er blieb zeitüberdauernd als Sänger aktiv. Nach Jahren auf Tour und mit diversen Single- und Albumveröffentlichungen tritt er auch auf Hochzeiten und Gala-Events auf. Zu seinem Repertoire gehören auch Elvis- und Engelbert-Imitationen.